# Muhammad as-Sadawi
Muhammad as-Sadawi (arab. محمد السعداوي ; fr. Mohamed Saadaoui; ur. 11 maja 1995) – tunezyjski zapaśnik walczący w stylu wolnym. Olimpijczyk z Rio de Janeiro 2016, gdzie zajął osiemnaste miejsce w kategorii 86 kg i piętnasty w Tokio 2020 w wadze 97 kg.
Srebrny medalista igrzysk afrykańskich w 2015. Mistrz igrzysk panarabskich w 2023. Zdobył siedem medali na mistrzostwach Afryki w latach 2014 - 2023. Brązowy medalista igrzysk śródziemnomorskich w 2022. Mistrz śródziemnomorski w 2018 roku.